# Titandros
Titandros was de geplande eerste opera van Christian Sinding. Hij schreef aan deze opera gedurende zijn verblijf in Dresden, Berlijn en München in het begin van de jaren 80 van de 19e eeuw. Het libretto werd geleverd door broer Otto Sinding. De opera zou in de stijl geschreven worden van Richard Wagner, Sinding was gericht op Duitsland. De belangstelling voor een dergelijk werk (van Sinding) was toen gering en Sinding liet het plan varen. Der heilige Berg zou later de enige uitgevoerde opera van Sinding worden.